# Juniperus standleyi
Juniperus standleyi là một loài thực vật hạt trần trong họ Cupressaceae. Loài này được Steyerm. mô tả khoa học đầu tiên năm 1943.